# 한우로
한우로(Hanu-ro)는 강원특별자치도 횡성군 횡성읍 학곡나들목에서 횡성군 우천면 새말삼거리까지 연결하는 도로이다.

## 주요 경유지
강원특별자치도
- 횡성군 (횡성읍 - 우천면)

## 노선
| 이름        | 접속 노선             | 소재지 | 소재지 | 비고 |
| ----------- | --------------------- | ------ | ------ | ---- |
| 학곡 나들목 | 국도 제5호선 (경강로) | 횡성군 | 횡성읍 |      |
| 구리고개    |                       | 횡성군 | 횡성읍 |      |
| 횡성교      |                       | 횡성군 | 횡성읍 |      |
| 횡성 오거리 | 중앙로                | 횡성군 | 횡성읍 |      |
| 읍상 교차로 | 국도 제6호선 (경강로) | 횡성군 | 횡성읍 |      |
| 마산 교차로 |                       | 횡성군 | 횡성읍 |      |
| 구만교      |                       | 횡성군 | 횡성읍 |      |
| 조곡 삼거리 | 덕고로                | 횡성군 | 횡성읍 |      |
| 고내미고개  |                       | 횡성군 | 횡성읍 |      |
| (이름없음)  | 추용로                | 횡성군 | 횡성읍 |      |
| 추동 삼거리 | 국도 제6호선 (경강로) | 횡성군 | 횡성읍 |      |
| 양적교      |                       | 횡성군 | 우천면 |      |
| (이름없음)  | 상하기로              | 횡성군 | 우천면 |      |
| 새말 나들목 | 제50호선 영동고속도로 | 횡성군 | 우천면 |      |
| 새말 삼거리 | 전재로                | 횡성군 | 우천면 |      |

## 주요 건물 및 시설
- 대화제약 (한우로 495/마산리 308)
- 학곡1리 마을회관 (한우로 49/학곡리 387-1)
- E1 횡성 오렌지충전소 (한우로 180/학곡리 47-1)
- 르노코리아자동차서비스 제일공업사 (한우로 184/학곡리 47-10)
- GS25횡성한우로점 (한우로 312/읍상리 666-1)
- 쌍용자동차횡성전시장 (한우로 316/읍상리 661-3)
- 농협횡성농협 클린주유소 (한우로 323/읍상리 495)
- 경동택배 강원횡성마산 639영업소 (한우로 453/마산리 639-7)
- SK에너지 우천주유소 (한우로 1065/두곡리 142-1)
- SK에너지 우천주유소 (한우로 1401/우향리 167)
- GS25 새말IC점 (한우로 1406/우향리 383-1)
- CU 횡성새말IC점 (한우로 1413/우향리 412)